# Trois Pistolets contre César
Pour plus de détails, voir Fiche technique et Distribution.
Trois Pistolets contre César (titre original : Tre pistole contro Cesare) est un film italo-algérien d'Enzo Peri (it) sorti en 1967.

## Synopsis
Trois hommes, qui ne se connaissent pas, apprennent qu'ils sont demi-frères, tous trois fils du vieux Langdon, mort dans des circonstances mystérieuses. L'un se nomme Whity et est américain, l'autre Etienne qui est français et le troisième Lester qui est japonais. Ensemble, ils décident d'enquêter sur la mort de leur père. Leur première piste les conduit à César, un fanatique de l'empereur romain allant même jusqu'à adopter la mode vestimentaire de ce dernier...

## Fiche technique
- Titre original : Tre pistole contro Cesare
- Réalisation : Enzo Peri (it)
- Scénario : Carmine Bologna (non crédité), Enzo Peri et Piero Regnoli (sous le nom de Dean Craig)
- Directeur de la photographie : Otello Martelli
- Montage : Adriana Novelli
- Musique : Marcello Giombini
- Costumes : Giulia Mafai
- Décors : Giorgio Giovannini
- Production : Carmine Bologna
- Genre : Western spaghetti
- Pays :  Italie,  Algérie
- Durée : 95 minutes
- Date de sortie :
  -  Italie : 18 février 1967
  -  Allemagne de l'Ouest : 17 juillet 1970

## Distribution
- Thomas Hunter (VF : Jacques Thébault) : Whity Selby
- James Shigeta (VF : Serge Lhorca) : Lester Kato
- Nadir Moretti (VF : Bernard Woringer) : Etienne Devereaux
- Gianna Serra : Debbie Smith
- Delia Boccardo (VF : Perrette Pradier) : Mady
- Umberto D'Orsi (VF : Jacques Dynam) : Bronson
- Femi Benussi : Tula
- Ferrucio De Ceresa (VF : Henri Virlojeux) : le professeur
- Vittorio Bonos (VF : Guy Piérauld) : Stanford
- Adriana Ambesi : la femme
- Gino Bardi : l'homme
- Gianluigi Crescenzi : Lycock, le notaire
- Enrico Maria Salerno (VF : Georges Aminel) : Julius César Fuller
- Nicola di Gioia : un pistolero
- José Galera Balazote : le serviteur de Fuller